# معاذ بن معاذ
أبو المثنى معاذ بن معاذ بن نصر بن حسان بن الحر بن مالك بن الخشخاش التميمي العنبري البصري، (119 هـ - 196 هـ / 737 م - 812 م) إمام حافظ متقن من أئمة الحديث الثقات، ولي قضاء البصرة لأمير المؤمنين هارون الرشيد. قال أحمد بن حنبل: معاذ بن معاذ إليه المنتهى في التثبت بالبصرة، وقال: هو قرة عين في الحديث.

## نسبه
هو معاذ بْن معاذ بْن نصر بْن حسان بْن الحر بْن مالك بْن الخشخاش بْن جناب ابن الحارث بْن مجفر بْن كعب بْن العنبر بْن عُمَرو بْن تميم بن مر العنبري التميمي يُكَنى بأبي المُثَنى.
ولد عام 119 هـ في خلافة هشام بن عبد الملك في البصرة، وتوفي فيها عام 196 هـ في خلافة محمد الأمين وهو ابن سبع وسبعين سنة.

## روايته للحديث
- حدث عن: سليمان التيمي، وأشعث بن عبد الملك، وعوف الأعرابي، ومحمد بن عمرو، وأبي كعب صاحب الحرير وكهمس، وقرة بن خالد ، والنهاس بن قهم، وابن عون، وحميد الطويل، وحاتم بن أبي صغيرة، وعمران بن حدير، وشعبة، وعاصم بن محمد العمري، والثوري، وآخرون.
- وعنه: أحمد، وإسحاق، ويحيى، وعلي، وبندار، ومحمد بن مثنى، وإسحاق بن موسى الخطمي، وأبو بكر بن أبي شيبة، ومحمد بن حاتم السمين، وعبد الوهاب بن الحكم الوراق، وأبو خيثمة وعمرو الفلاس، ومحمد بن يحيى بن سعيد القطان، وأحمد بن سنان القطان، وعبد الله بن هاشم الطوسي، وابناه المثنى وعبيد الله، وسعدان بن نصر، وخلق كثير.

## أقوال العلماء
- أبو حاتم الرازي: حافظ، ومرة: قال: ثقة.
- أبو حاتم بن حبان البستي: كان فقيها عالما متقنا.
- أبو محمد بن حزم الظاهري: أحفظ من غندر وأجل.
- أحمد بن حنبل: قرة عين في الحديث، ومرة: إليه المنتهي في التثبت بالبصرة.
- أحمد بن شعيب النسائي: ثقة، ثبت.
- ابن حجر العسقلاني: ثقة متقن.
- عمرو بن علي الفلاس: ما بالبصرة ولا بالكوفة ولا الحجاز أثبت منه.
- محمد بن سعد كاتب الواقدي: ثقة.
- نفطويه النحوي: من الأثبات في الحديث.
- يحيى بن سعيد القطان: ما بالبصرة ولا بالكوفة ولا الحجاز أثبت منه، ولا أبالي إذا تابعني من خالفني.
- يحيى بن معين: ثقة.[4]